# Edomae Elf
Edomae Elf (jap. 江戸前エルフ Edomae erufu) – manga autorstwa Akihiko Higuchi, publikowana na łamach magazynu „Shōnen Magazine Edge” wydawnictwa Kōdansha od czerwca 2019. Po zaprzestaniu publikacji czasopisma, została przeniesiona do magazynu internetowego „Comic Days”, w którym ukazuje się od grudnia 2023.
Na podstawie mangi studio C2C wyprodukowało serial anime, który emitowano od kwietnia do czerwca 2023.

## Fabuła
16-letnia Koito Koganei niedawno została miko w świątyni Takamimi, a tym samym opiekunką żywego „bóstwa”, pięknej, wiekowej elfki imieniem Elda. Jednak Elda jest hikikomori i bardzo boi się wychodzić poza granice świątyni, odkąd 60 lat temu pewien chłopiec naśmiewał się z jej uszu. W rezultacie Koito próbuje wyciągnąć Eldę z jej skorupy, jednak z różnym skutkiem.

## Bohaterowie
- Koito Koganei (jap. 小金井 小糸 Koganei Koito)

Seiyū: Yuka Ozaki 
- Elda (jap. エルダ Eruda) / Eldarie Irma Fanomene (jap. エルダリエ・イルマ・ファノメネル Erudarie Iruma Fanomeneru)

Seiyū: Ami Koshimizu 
- Koma Sakuraba (jap. 桜庭 高麗 Sakuraba Koma)

Seiyū: Haruka Aikawa 
- Koyuzu Koganei (jap. 小金井 小柚子 Koganei Koyuzu)

Seiyū: Hitomi Sekine 
- Yord (jap. ヨルデ Yorude) / Yordeilla Lila Fenomenea (jap. ヨルデリラ・リラ・フェノメネア Yoruderira Rira Fenomenea)

Seiyū: Rie Kugimiya 
- Himawari Kohinata (jap. 小日向 向日葵 Kohinata Himawari)

Seiyū: Teru Ikuta 
- Haira (jap. ハイラ) / Hylaria Aira Mirarasta (jap. ハイラリア・アイラ・ミララスタ Hairaria Aira Mirarasuta)

Seiyū: Mamiko Noto 
- Isuzu Koimari (jap. 小伊万里 いすず Koimari Isuzu)

Seiyū: Kana Ichinose 

## Manga
Pierwszy rozdział mangi został opublikowany 17 czerwca 2019 w magazynie „Shōnen Magazine Edge”. Po zakończeniu publikacji magazynu 18 października 2023, seria została przeniesiona do magazynu internetowego „Comic Days”, gdzie ukazuje się od 20 grudnia 2023. Wydawnictwo Kōdansha zebrało jej rozdziały do wydań w formacie tankōbon, których pierwszy tom ukazał się 15 listopada 2019. Według stanu na 7 marca 2025, do tej pory wydano 11 tomów.
| Nr | Data wydania (język japoński) | ISBN (język japoński)  |
| -- | ----------------------------- | ---------------------- |
| 1  | 15 listopada 2019             | ISBN 978-4-06-517625-2 |
| 2  | 16 kwietnia 2020              | ISBN 978-4-06-519249-8 |
| 3  | 16 października 2020          | ISBN 978-4-06-520771-0 |
| 4  | 17 maja 2021                  | ISBN 978-4-06-523214-9 |
| 5  | 17 listopada 2021             | ISBN 978-4-06-526109-5 |
| 6  | 16 czerwca 2022               | ISBN 978-4-06-528054-6 |
| 7  | 16 marca 2023                 | ISBN 978-4-06-530958-2 |
| 8  | 17 sierpnia 2023              | ISBN 978-4-06-532718-0 |
| 9  | 16 lutego 2024                | ISBN 978-4-06-534613-6 |
| 10 | 9 sierpnia 2024               | ISBN 978-4-06-536784-1 |
| 11 | 7 marca 2025                  | ISBN 978-4-06-538734-4 |

## Anime
Adaptacja w formie telewizyjnego serialu anime została zapowiedziana w czerwcu 2022. Seria została wyprodukowana przez studio C2C i wyreżyserowana przez Takebumiego Anzaia. Scenariusz napisał Shōgo Yasukawa, postacie zaprojektował Takeshi Oda, który pełnił również funkcję głównego reżysera animacji, a muzykę skomponował Akito Matsuda. Serial był emitowany od 8 kwietnia do 24 czerwca 2023 roku w bloku programowym Animeism na antenie MBS i w innych stacjach. Motywem otwierającym jest „Kien Romance” (jap. 奇縁ロマンス) w wykonaniu Nanawo Akari, natomiast końcowym „Odoru hikari” (jap. おどる ひかり) autorstwa Cody Lee.